# سيبوكو (سومطرة)
يجب الانتباه إلى أن هذه الصفحة حول جزيرة سيبوكو الواقعة قرب جزيرة سومطرة، إذ أن هنالك جزيرة أخرى تحمل الاسم ذاته وهي جزيرة سيبوكو قرب جزيرة بورنيو 

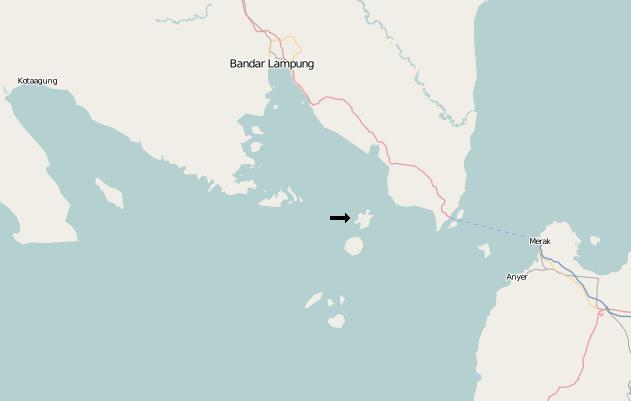
موقع جزيرة سيبوكو بين جزيرتي سومطرة وجاوة في مضيق سوندا

جزيرة سيبوكو (أو سيبيكي) هي جزيرة إندونيسية تقع في مضيق سوندا بين جزيرتي سومطرة وجاوة، وتبعد مسافة 2,5 كم (1,6 ميل) شمال جزيرة سيبيسي و 2،3كم (1،4ميل) جنوب جزيرة سومطرة. وتتبع مقاطعة لامبونغ.

## تاريخ الجزيرة
عندما ثار بركان كراكاتوا في عام 1883، كانت جزيرة سيبوكو غير مأهولة بالسكان، ولكن كانت هنالك قرية على جزيرة سيبوكو الصغيرة (Sebuku Ketjil) التي تدمرت تماماً نتيجة البركان، وسيبوكو الصغيرة هي جزيرة صغيرة إلى الشرق من جزيرة سيبوكو. الإحصائيات تذكر أن 150 شخصا قد قتلوا، وتشريد 70 شخصا.
في عشرينات القرن العشرين، زرعت أشجار نخيل جوز الهند على جزيرة سيبوكو.لكن هذه الأشجار ذبلت وماتت بسبب انعدام الرعاية والاهتمام.
في عام 1999، تم العثور على سفينة يابانية غارقة بالقرب من جزيرة سيبوكو من قبل غواصين خلال مسابقة للتصوير الفوتوغرافي تحت الماء. تاريخ هذه السفينة غير معروف.

## جغرافية الجزيرة
تعتبر جزيرة سيبوكو كجزيرة منخفضة، وتقع في الجزء الشرقي من مصب خليج لامبونغ، 2.5 كيلومتر (1.6 ميل) شمال سيبيسي و 2.3 كيلومتر (1.4 ميل) جنوب سومطرة. مساحتها الإجمالية قدرها 17.71 كيلومتر مربع (6.84 ميل مربع). وهي جزر من مقاطعة لامبونغ.
مركز الجزيرة مكون من صخور الإنديسايت، مما يشير إلى تاريخها البركاني المبكر. وقد تعود إلى الفترة الرباعية، مما يدل على شكل مبكر من النشاط البركاني في مضيق سوندا.
الجانب الشمالي من الجزيرة يحتوي على المستحاثات المرجانية المتحجرة والطين والرمل، بينما على الجانب الشرقي من الجزيرة فيتكون من الطين والرمل والحصى، إضافة إلى المرجان الحي والمتحجر. الزيرة محاطة بالشعاب المرجانية.

## التنوع البيئي
لوحظ بأن جزيرتي سيبوكو وسيبيسي تعدان كمحطة توقف لهجرة الفراشات بين سومطرة وكراكاتوا. هناك أنواع عديدة من فراشات جاوة وسومطرة في سيبوكو. وقد تم العثور على أربع أنواع من النمل في سيبوكو، وهي أقل من سيبيسي وكراكاتوا. وتشمل هذه الأنواع نملاً لم يتم العثور على كراكاتوا، ويعتقد أنه ينحدر من الحيوانات التي نجت من ثوران بركان عام 1883.
في المياه القريبة من سيبوكو تحتوي عدداً أقل من شوكيات الجلد مما متوفر في خليج لامبونغ. ويعتقد أن هذا هو الاستغلال وفقر إدارة الموارد.
بقي القليل من الغابات الطبيعية في سيبوكو بسبب الزراعة. ولكن هناك العديد من أشجار المانغروف على طول الساحل الشرقي سيبوكو وهناك أيضا النباتات الاستوائية الموجودة في جميع أنحاء الجزيرة.

## السياحة
تعد جزيرة سيبوكو مقصدا لرياضة الغطس والغوص، وعادة ما يأتي السياح بالقوارب من قرية كانتي في سومطرة.